# Petr Kumstát
Petr Kumstát (* 19. listopadu 1981 Prostějov) je bývalý český hokejový útočník naposledy hrající Extraligu ledního hokeje za tým HC Sparta Praha.
Petr Kumstát zahájil svou kariéru v nejvyšší české soutěži v roce 2000 v týmu HC Znojemští Orli, kde nastupoval střídavě za juniorku a za extraligový tým.
V roce 2003 přestoupil do Karlových Varů, na začátku sezony 2013/2014 přestoupil do týmu HC Sparta Praha. Aktivní kariéru ukončil v roce 2019.

## Hráčská kariéra
- 2000-01 HC Znojemští Orli
- 2001-02 HC Znojemští Orli, HC Kometa Brno
- 2002-03 HC Znojemští Orli, SK Horácká Slavia Třebíč
- 2003-04 HC Energie Karlovy Vary
- 2004-05 HC Energie Karlovy Vary
- 2005-06 HC Energie Karlovy Vary
- 2006-07 HC Energie Karlovy Vary
- 2007-08 HC Energie Karlovy Vary
- 2008-09 HC Energie Karlovy Vary Mistr české extraligy
- 2009-10 HC Energie Karlovy Vary
- 2010-11 HC Energie Karlovy Vary
- 2011-12 HC Energie Karlovy Vary
- 2012-13 HC Energie Karlovy Vary
- 2013-14 HC Sparta Praha
- 2014-15 HC Sparta Praha
- 2015-16 HC Sparta Praha
- 2016-17 HC Sparta Praha
- 2017-18 HC Sparta Praha
- 2018-19 HC Sparta Praha

## Soukromý život
Jeho starším bratrem je bývalý lední hokejista Pavel Kumstát a synovcem tenista Jan Kumstát.